# Caryiphylleae

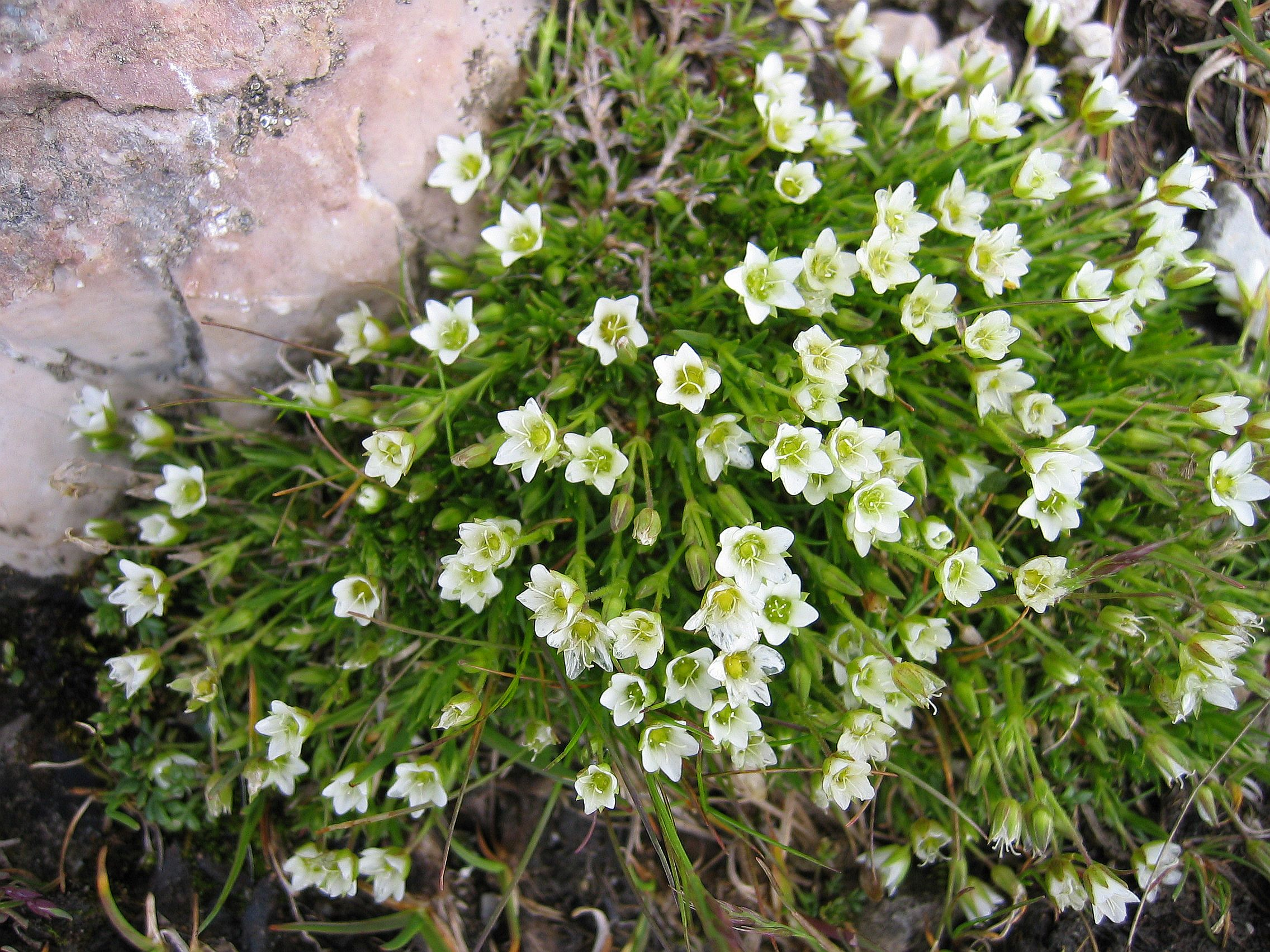
Minuartia

Caryiphylleae, na classificação taxonômica de Jussieu (1789), é uma ordem botânica da classe Dicotyledones, Monoclinae (flores hermafroditas ), Polypetalae ( corola com duas ou mais pétalas) e estames hipogínicos (quando os estames estão inseridos abaixo do nível do ovário).
Apresenta os seguintes gêneros:
- Ortegia, Loeflingia, Holosteum, Polycarpon, Donatia, Mollugo, Minuartia, Queria, Bufonia, Sagina, Alcine, Pharnaceum, Moerhingia, Elatine, Bergia, Spergula, Cerastium, Cherleria, Arenaria, Stellaria, Gypsophila, Saponaria, Dianthus, Silene, Cucubalus, Lychnis, Agrostemma, Velezia, Drypis, Sarothra, Rotala, Frankenia, Linum, Lechea.